# Jodel (app)
Jodel är en mobilapp för anonym och regional delning av textmaterial och bilder. Den finns tillgänglig för IOS och Android. Appen lanserades först på App Store i oktober 2014 och nämndes i svensk media i oktober 2015. Den är utvecklad av Jodel Venture i Berlin. Den tillåter användaren att se vad folk skriver och delar för bilder inom en begränsad radie kring telefonen. De populäraste trådarna och bilderna visas även i hela landet. Man kan, precis som mikrobloggen Twitter, maximalt skriva ett par meningar per inlägg. Inga användarnamn förekommer, utan exempelvis betecknas den andra användaren som skriver i en tråd "@2", men har andra nummer i andra trådar, varför anonymiteten är hög. Personens geografiska position (närmaste tätort) eller avstånd till läsaren kan dock indikeras.  
Inläggen kan röstas upp eller ned och döljs automatiskt om fem fler röstar ned än röstar upp. Modereringen är strikt - endast vänliga inlägg accepteras i regel, och ingen får avslöja eller fråga om någons identitet. Användare som skrivit många godkända och populära inlägg erbjuds att bli moderatorer, som röstar om vilka anmälda inlägg som ska blockeras.
Tjänsten var ursprungligen utformad för studenter, så att de skulle kunna följa med i vad som händer omkring sin skola. Den har senare spridit sig utanför universitetsvärlden.
I början av 2016 uppmärksammades appen i media för att användas som forum för hot i skolmiljö. Polisen gick då ut med att det då var omöjligt att spåra användare av appen.